# Tras el cristal
Tras el cristal es una película de terror española dirigida por Agustí Villaronga estrenada el 3 de marzo de 1987.
Fue comercializada internacionalmente con el título de In a glass cage ('En una jaula de cristal').

## Argumento
Klaus fue un médico de los campos de concentración nazis que intervino en los experimentos y torturas a niños, de los cuales además abusaba sexualmente. Terminada la guerra se exilia de Alemania y continúa su carrera criminal de pederasta asesino. Tras torturar y matar a otro niño se arroja desde lo alto de una torre quedándose tetrapléjico y confinado en un pulmón de acero.
Poco después se presenta un extraño joven, Ángelo, en la apartada casa de campo donde Klaus vive con su familia, ofreciéndose a cuidarle como enfermero. Pese a las reticencias de su esposa Griselda, Klaus lo contrata. Pronto Ángelo toma el control de la casa asesinando a Griselda y despidiendo a la jornalera que hacía el trabajo doméstico, quedándose Klaus y su hija Rena a su merced.
Ángelo domina y a la vez se siente fascinado por el inmóvil Klaus, le somete a sus fantasías sexuales, le veja y tortura psicológicamente haciéndole presenciar los asesinatos de niños que comete, imitando los crímenes del propio Klaus relatados en su diario. También domina a la niña Rena unas veces asumiendo un papel paternal protector y complaciente y otras por medio del terror y la violencia.
Finalmente se revela que Ángelo fue una de las víctimas de Klaus en su niñez cuando le saca del pulmón de acero para que muera asfixiado mientras emula la escena de su propio abuso, pero esta vez intercambiando los papeles y en presencia de Rena. Una vez muerto Klaus, Ángelo toma totalmente su identidad metiéndose en el pulmón artificial y hace que Rena asuma la suya.

## Reparto
| Actor             | Personaje         |
| ----------------- | ----------------- |
| Günter Meisner    | Klaus             |
| David Sust        | Ángelo            |
| Marisa Paredes    | Griselda          |
| Gisela Echevarría | Rena              |
| Imma Colomer      | Jornalera         |
| Alberto Manzano   | Niño gitano       |
| Josué Guasch      | Niño cantor       |
| David Cuspinera   | Niño del barracón |
| Ricardo Carcelero | Ángelo de niño    |

## Reconocimientos
- En 1986, Agustí Villaronga recibió el Premio a la Mejor Ópera Prima en la Semana del Cine Español de Murcia.[1]
- La película estuvo nominada como mejor película en el Festival Internacional de Cine Fantástico de Oporto, Fantasporto, de 1987.[2]
- Agustí Villaronga ganó el Premio Sant Jordi de 1988 a la mejor ópera prima española.[3]